# Орцев, Игорь Владимирович
Игорь Владимирович Орцев (укр. Ігор Володимирович Орцев, родился 21 сентября 1965 в Ворошиловграде) — украинский политический деятель, депутат Луганского городского совета от Коммунистической партии Украины, по совместительству редактор газеты «Советская Луганщина» и лидер луганской рок-группы «Вороны клюют твои посевы, Джуzеппе».

## Биография
Окончил Луганский государственный машиностроительный институт, механический факультет. Член Коммунистической партии Украины. Работал в Луганском городском совете в постоянной депутатской комиссии по вопросам ЖКХ, коммунальной собственности и капитального строительства. Был редактором газеты «Советская Луганщина».
С 2008 года является лидером луганской рок-группы «Вороны клюют твои посевы, Джуzеппе». В 2009 году участвовал в конкурсе Коммунистической партии Украины на новый гимн Украины и одержал победу, написав песню на мелодию гимна УССР.
В 2014 году переехал в Крым после начавшегося вооружённого конфликта на Юго-Востоке Украины. В настоящее время ведёт информационно-юмористический проект «Отака Краина» в Интернете в образе Деда Панаса для проекта News-Front.